# Amphipoea branderi
Amphipoea branderi là một loài bướm đêm trong họ Noctuidae.